# 2850 Mozhaiskij
2850 Mozhaiskij este un asteroid din centura principală, descoperit pe 2 octombrie 1978 de Liudmila Juravliova.